# STS-131
STS-131 foi a última missão tripulada da NASA realizada pelo ônibus espacial Discovery, em sua 38ª viagem, à Estação Espacial Internacional e a última viagem do Módulo de Logística Multifuncional Rafaello à ISS.
Foi a ultima vez que a tripulação do ônibus espacial foi composta de sete membros e também a última vez que em um astronauta novato foi à ISS, já que todas as missões restantes foram formadas por astronautas veteranos.

## Tripulação
| Posição                  | Astronauta                             |
| ------------------------ | -------------------------------------- |
| Comandante               | Alan Poindexter                        |
| Piloto                   | James Dutton                           |
| Especialista de missão 1 | Richard Mastracchio                    |
| Especialista de missão 2 | Dorothy Metcalf-Lindenburger Educadora |
| Especialista de missão 3 | Clayton Anderson                       |
| Especialista de missão 4 | Stephanie Wilson                       |
| Especialista de missão 5 | Naoko Yamazaki                         |